# Vittorio Nino Novarese
Vittorio Nino Novarese (ur. 15 maja 1907 w Rzymie, zm. 17 października 1983 w Los Angeles) – włoski kostiumograf, scenarzysta i scenograf filmowy.
Od 1949 zaczął pracować w Hollywood, gdzie od początku odnosił duże sukcesy. Już w pierwszym roku pracy w Ameryce otrzymał swoją pierwszą nominację do Oscara za najlepsze kostiumy do filmu Książę lisów (1949) Henry’ego Kinga. Później został dwukrotnym laureatem tej nagrody za kostiumy do filmów Kleopatra (1963) Josepha L. Mankiewicza i Cromwell (1970) Kena Hughesa. W 1965 otrzymał podwójną nominację za Udrękę i ekstazę Carola Reeda i Opowieść wszech czasów George’a Stevensa.
Jego córka Letícia Román (ur. 1941) została aktorką. Wystąpiła m.in. u boku Elvisa Presleya w filmie Żołnierski blues (1960) Normana Tauroga.